# 比弗利希尔顿酒店

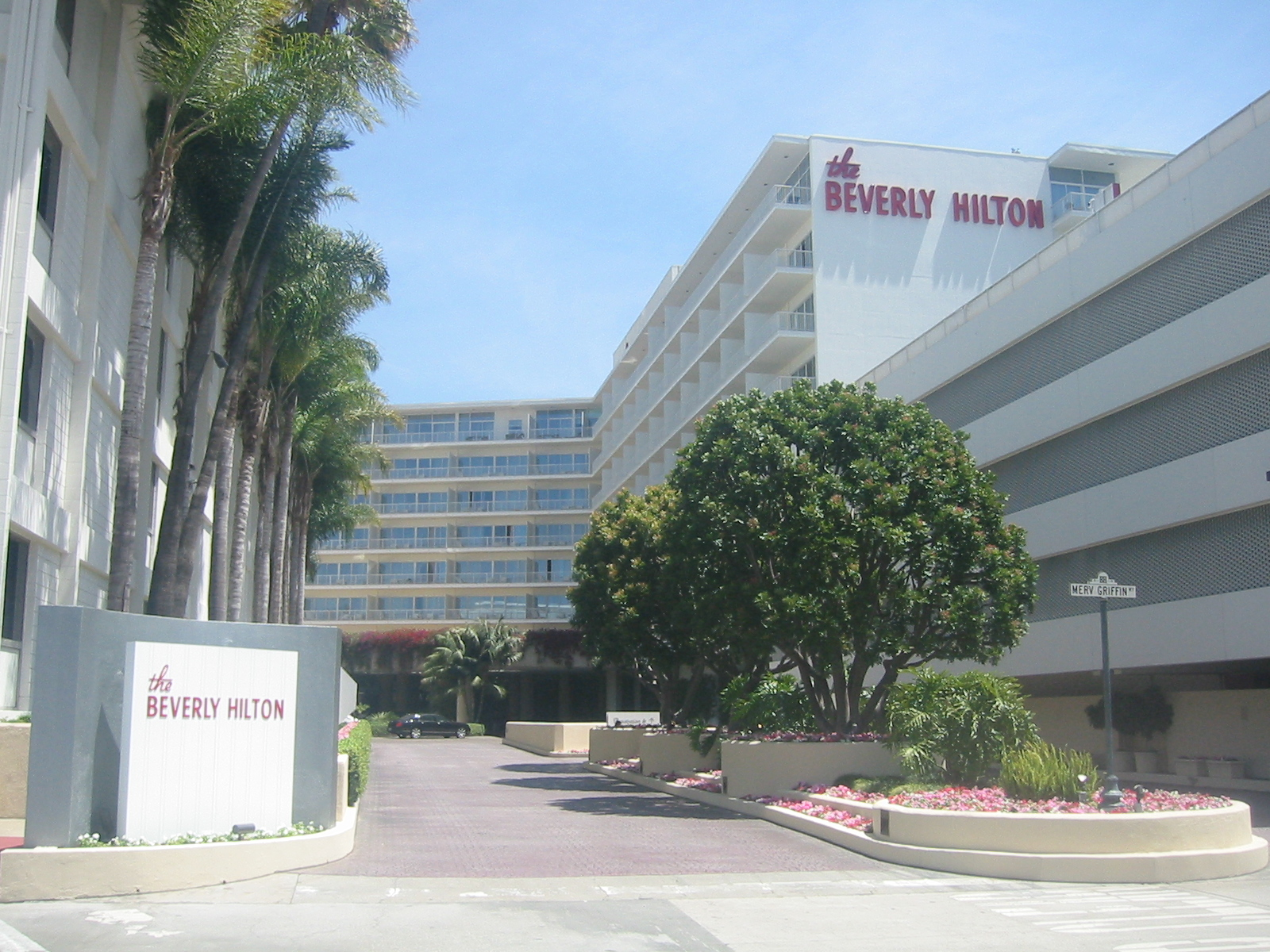
比弗利希尔顿酒店入口

比弗利希尔顿酒店是位于比佛利山威尔希尔大道和圣莫尼卡大道交汇处的一家占地8.9-英畝（3.6-公頃）的酒店。

## 值得关注的事件
- 自1961年以来的金球奖[2]
- 自1975年以来的格雷西奖（英语：Gracie Awards）[3]
- 歌手惠特妮·休斯顿于2012年2月11日被发现在该酒店套房内的浴缸意外溺水死亡[4]